# Trolltjärnen (Ströms socken, Jämtland)
Trolltjärnen är en sjö i Strömsunds kommun i Jämtland och ingår i Ångermanälvens huvudavrinningsområde.